# 佐浦
株式会社佐浦（さうら）は、宮城県塩竈市本町（もとまち）にある老舗造り酒屋である。

## 概要
創業は「中興の名君」と謳われた仙台藩第4代目藩主・伊達綱村の治世の1724年（享保9年）にさかのぼり、290年以上の歴史をもつ。蔵元として「浦霞」を製造している。近年になり「本社蔵」の他に東松島市に「矢本蔵」を造り、2ヶ所で酒造りを行っている。
東北地方初のゴルフ場・仙塩ゴルフ倶楽部は、佐浦家第11代目当主・佐浦菊次郎の創設による。なお、佐浦家の現当主は第13代目・佐浦弘一である。

## 銘柄
- 浦霞 - 第25回全国酒類コンクール第1位、第8回全米日本酒歓評会金メダルなどを受賞した。

## 受賞歴
全国新酒鑑評会
平成14酒造年 - 29酒造年
- 「浦霞」金賞受賞 - 平成29年受賞

## 関連文献
- 佐浦茂雄「“浦霞禅” の誕生について」『日本醸造協会誌』第81巻第1号、日本醸造協会、1990年、42頁、doi:10.6013/jbrewsocjapan1988.85.42。